# Epilobium simulatum
Epilobium simulatum är en dunörtsväxtart som beskrevs av Heinrich Carl Haussknecht. Epilobium simulatum ingår i släktet dunörter, och familjen dunörtsväxter. Inga underarter finns listade i Catalogue of Life.